# 竹田和平
竹田 和平（たけだ わへい、1933年〈昭和8年〉2月4日 - 2016年〈平成28年〉7月21日）は、日本の実業家、投資家。

## 人物
「タマゴボーロ」で有名な竹田製菓（現・竹田本社）を創業し、上場企業の大株主でもあった。
また、百尊家宝、株式投資など事業家として活躍しているほか、日本の未来を担う人材育成のため「まろわ講」（「まろわ問答講」）を主宰し、自身の経験や財産を人材投資という形で社会還元していた。

### 保有株式
一時は130社以上で10位以内の大株主に名を連ねていた。2014年8月の時点で、加齢による多数の小型株運用が難しさと、2011年度の金融・証券税制の改正を理由に、3年前から保有銘柄数を8割以上減らしたとしており、保有銘柄数は20社ほどだと述べていた。最終的に6、7銘柄の大型株に投資資金を集中する方針だとしていた。

## 略歴

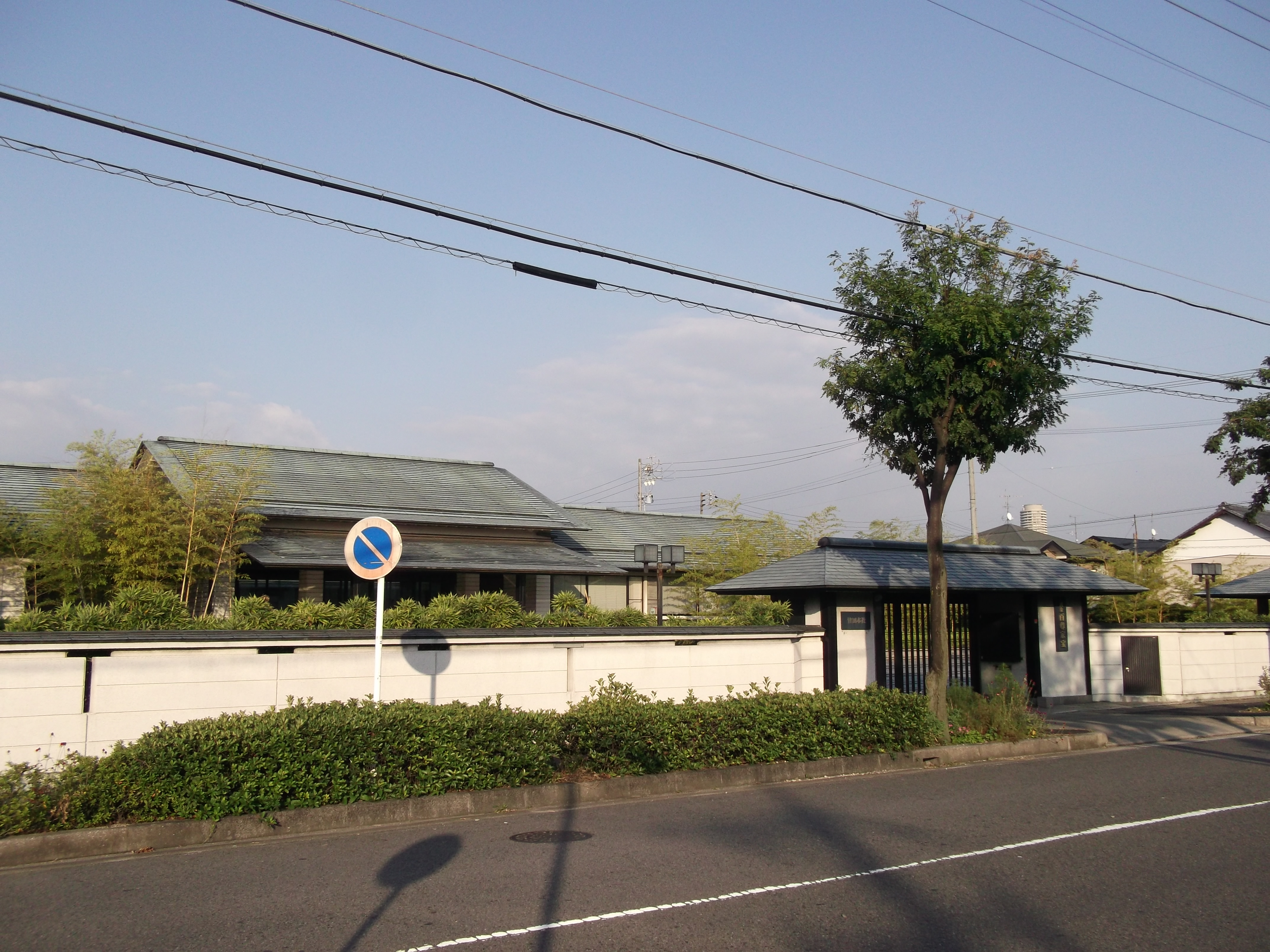
純金歴史博物館（2014年9月）

- 1933年（昭和8年） - 愛知県名古屋市西区に生まれる[1]。
- 1952年（昭和27年） - 竹田製菓株式会社を設立[1]。戦前から祖父が家業で作り始めたタマゴボーロの生産を機械化、代表的な商品に「タケダのボーロ」「麦ふぁ〜」がある[1]。
- 1970年（昭和45年） - 総合レジャー施設「わくわくセンター」開設。
- 1986年（昭和61年） - 愛知県犬山市にテーマパーク「お菓子の城」を開設[1]。
- 1987年（昭和62年） - 「純金歴史博物館」を開設。
- 2016年（平成28年） - 自宅で死去。83歳没。

## 主な著書
- 「人とお金に好かれる「貯徳」体質になる!」 ISBN 406215398X
- 「人生沈むから浮かぶんだ！」 ISBN 4860633393
- 「けっきょく、お金は幻です。」 ISBN 4763199218
- 「いま伝えたい生きることの真実」 ISBN 4903755029
- 「人生を拓く「百尊」の教え」 ISBN 4062129221
- 「投資の極意は「感謝のこころ」」 ISBN 4569706819
- 「1日5分で運が良くなる魔法の授業―日本の投資家が初めて語る成功法則」 ISBN 4828411747

## 関連書籍
- 「バフェットと竹田和平 富を築く大富豪の教え―投資の賢人たちの金言に学ぶ」 ISBN 4537256648
- 「花のタネは真夏に播くな 〜日本一の大投資家・竹田和平が語る旦那的投資哲学〜」 ISBN 4167756013
- 「竹田和平の強運学―日本一の投資家が明かす成功への7つの黄金則」 ISBN 4492731806
- 「日本一の大投資家が語る大貧民ゲームの勝ち抜け方―上場会社・約70社の大株主・竹田和平さんの旦那的投資哲学」 ISBN 4426751071
- 「富裕の法則」 ISBN 483872120X